# چهارطاقی شیرکوه
چهارطاقی شیرکوه (پاکوه/سپرو) مربوط به دوره ساسانیان است و در شهرستان نائین، روستای سپرو واقع شده و این اثر در تاریخ ۱۲ بهمن ۱۳۸۱ با شمارهٔ ثبت ۷۲۲۲ به‌عنوان یکی از آثار ملی ایران به ثبت رسیده‌است.
در وصف و تبین دیگر این مکان از آن به عنوان آتشکده سپرو یاد می‌شود. این چهارطاقی برفراز شیرکوه قرار گرفته‌است و در گویش محلی از آن باعنوان چهاردری یاد می‌شود. این مکان تاریخی در دوره‌ای نیز ترمیم و بازسازی شده‌است.